# Dzmitry Barkalau
Dzmitry Barkalau (né le 23 février 1986 à Barnaoul) est un gymnaste artistique biélorusse.

## Carrière sportive
Il est médaillé d'argent au sol aux Championnats d'Europe de gymnastique artistique masculine 2012 à Montpellier.